# Ask.com
Ask.com, originalmente conocido como Ask Jeeves es un motor de búsqueda de Internet. Es parte de la compañía InterActive Corporation, fundada en 1996 por Garrett Gruener y David Warthen en Berkeley, California. El programa original fue implementado por Gary Chevsky basado en su propio diseño.
Ask.com tiene una gran variedad de interfaces de inicio para diversos países, como Reino Unido, Italia, Alemania, Japón, Países Bajos y España, también cuenta con la versión de Ask para Niños, así como con Teoma, Excite, MyWay.com, iWon.com, Bloglines y otros portales temáticos. Debido al tráfico combinado entre todos sus sitios web, Ask.com fue una de las diez compañías con más visitas en Estados Unidos en septiembre de 1990.

## Historia de Ask Jevees
Ask Jeeves es el nombre de un mayordomo, cuyo avatar fue dibujado por Marcos Sorenson, quien buscaba las respuestas a cualquier pregunta. El personaje de Jeeves está basado en el mayordomo de Bertie Wooster, ambos caracteres de ficción ideados por el escritor P.G. Wodehouse. La idea que dio lugar a Ask Jeeves es permitir que los usuarios obtengan las respuestas a las preguntas que formulan a otras personas en lenguaje natural. 
Con el paso del tiempo y debido a la creciente eficiencia de buscadores como Google, Ask Jeeves comenzó a perder usuarios, pero modificó su tecnología para aceptar la búsqueda mediante palabras clave, de modo que Ask Jeeves utilizó otros buscadores para encontrar respuestas. Sin embargo, como Ask.com es lento al indexar todas sus páginas, no sufre de spam como los otros buscadores menos 
importantes de Internet.

## Cronología
En 2005 Barry Diller, a través de su empresa IAC/InterActiveCorp, anunció la adquisición en acciones de Ask Jeeves, el quinto buscador del ranking en Estados Unidos. La compra se cerró por $1850 millones de dólares.

## Tecnología
La idea que dio lugar a Ask.com fue la capacidad de responder preguntas realizadas en lenguaje natural. Ask.com fue el primer buscador comercial del tipo pregunta-respuesta desarrollado para WWW. Permite una amplia variedad de consultas realizadas en inglés, así como las tradicionales búsquedas con palabras clave, y pretende que las búsquedas sean más intuitivas que con los otros buscadores. Ask Jeeves vendió la misma tecnología que utiliza en el sitio Ask.com a distintas empresas como Dell, Toshiba e E*Trade. Parte de la empresa fue vendida a Kanisa en el año 2002.
Desde la compra del motor de búsqueda Teoma por Ask.com en 2001, los buscadores de esta compañía utilizan una tecnología denominada ExpertRank. Al contrario de lo que ocurre con el PageRank que utiliza Google, con ExpertRank, los enlaces a un sitio web tienen más peso si proceden de otros sitios dedicados a un tema similar. 
Ask.com también posee una licencia para calcular la popularidad de cada clic que proviene directamente desde el buscador DirectHit, el cual fue adquirido por Ask Jeeves en enero de 2001.

## Críticas a la barra de navegación
Tras el cierre del portal de búsquedas, Ask.com decidió aliarse con Oracle Java para que a través de su instalador se pudiera agregar una barra de acceso en los distintos navegadores que el usuario tuviera instalado en su equipo. Este movimiento ha sido calificado negativamente por diversas compañías, llegando a calificar el uso de esta técnica como malware. Además, esta barra no contaba con un software de desinstalación por lo cual eliminarlo de un computador producía más problemas a las personas que instalaban automáticamente este programa.